# بيري غريغ
بيري غريغ (بالإنجليزية: Perry Gregg)‏ هو عالم حاسوب أمريكي، ولد في 8 يناير 1960.